# Ourolândia
Ourolândia is een gemeente in de Braziliaanse deelstaat Bahia. De gemeente telt 17.080 inwoners (schatting 2009).